# 杭特·多傑爾
杭特·威廉·多傑爾（英語：Hunter William Dozier，1991年8月22日—），為美國職棒大聯盟的三壘手，目前為自由球員，先前曾效力於堪薩斯市皇家。2013年美國職棒大聯盟選秀，他在首輪第8順位被皇家隊選走。並在2016年登上大聯盟。

## 職業生涯

### 堪薩斯市皇家
2016年9月12日，多傑爾登上大聯盟。16日，他敲出大聯盟首安。2017年，他從3A開季，不過出賽10場比賽後因手腕鉤骨斷裂而導致球季報銷。球季結束後，傷癒回歸的多傑爾到了墨西哥聯盟繼續訓練。

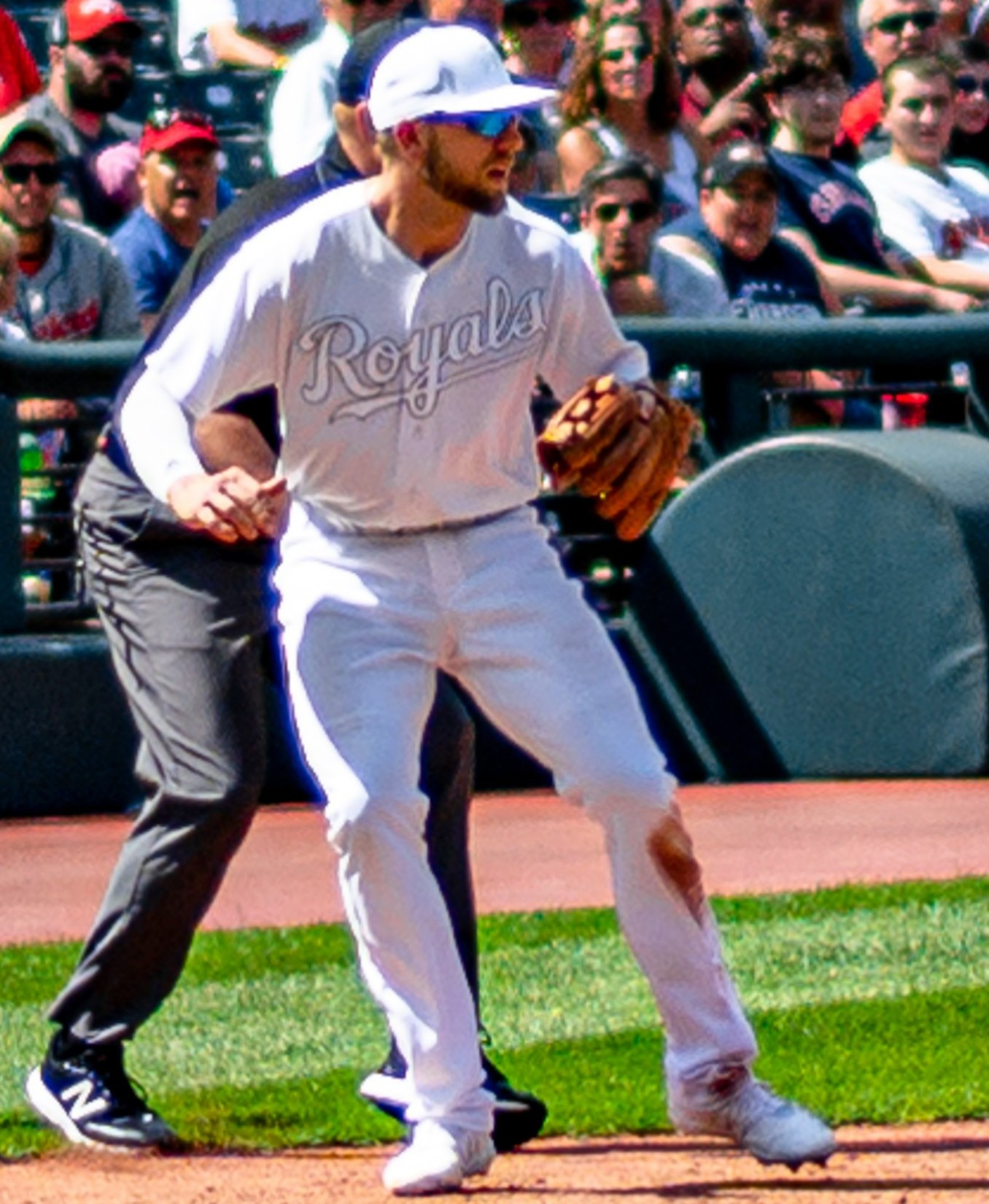
2019年的多傑爾

2018年，多傑爾一樣從3A開季，並在5月中回到大聯盟。2019年，他繳出2成79的打擊率，並敲出26轟與84分打點，正式成為皇家隊的中心打者。
2020年7月22日，多傑爾確診COVID-19。整季他的打擊率為2成28，並敲出6轟與12分打點。
2021年2月28日，多傑爾和皇家隊簽下4年2500萬美元的合約。5月14日，他在比賽中和白襪隊的荷西·阿布瑞尤跑壘相撞，兩人最後都提前離場。雖然阿布瑞尤隔天繼續出賽，但多傑爾卻進入7天傷兵名單。最後多傑爾繳出2成16的打擊率，並敲出16轟與54分打點。
2022年7月，多傑爾因拒絕施打COVID-19疫苗而不能到加拿大和藍鳥比賽。而他本人表示自己很健康，不需要施打疫苗。整季他的打擊率為2成36，並敲出12轟與41分打點。
2023年，多傑爾出賽29場比賽，打擊率僅1成83，並敲出2轟與9分打點。他在5月23日遭到指定讓渡，27日被球隊認賠釋出。

### 洛杉磯天使
2024年1月18日，多傑爾與天使簽下小聯盟約。他在3A繳出2成22的打擊率，並敲出7轟38分打點。6月2日，他遭到球隊釋出。

## 個人生活
多傑爾目前已婚，並育有兩名子女。

## 外部連結
- 球員資訊和成績在MLB ，ESPN ，Retrosheet ，Baseball Reference ，Baseball Reference (Minors) ，Fangraphs ，The Baseball Cube （英文）
- 杭特·多傑爾的X（前Twitter）